# Pêche en république du Congo
La république du Congo est un pays d'Afrique centrale disposant d'énormes potentialités halieutiques. Elle bénéficie de conditions topographiques et climatiques favorables, d'un réseau hydrographique dense et d'une côte atlantique longue de 170 km. La pêche au Congo se pratique de manière traditionnelle ou artisanale, et sous la forme moderne ou industrielle.
La pêche traditionnelle est pratiquée dans les villages par les paysans ou en mer, où elle est appelée pêche maritime. Elle peut se faire seul ou en groupe, en utilisant divers outils rudimentaires comme les filets, les harpons, les nasses, la ligne..., sur les pirogues. La pêche moderne ou industrielle est pratiquée par des chalutiers dans les eaux profondes de l'océan Atlantique.

## Pêche traditionnelle
Il s'agit d'une pêche artisanale pratiquée un peu partout en eau douce et en mer.

### Pêche continentale

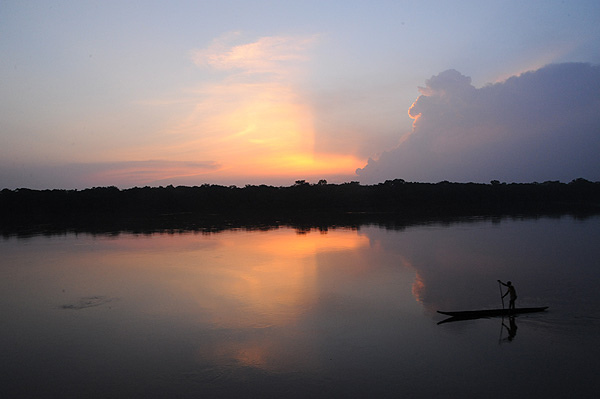
La Rivière Sangha, une des zones où l'on pratique la pêche traditionnelle au Congo.

Cette pêche se pratique principalement sur le fleuve Congo et ses affluents (notamment l'Alima, la Léfini, la Sangha...). Elle est aussi pratiquée dans les lacs de la pluie littorale, ainsi que dans la Cuvette, dans la Likouala et dans Stanley-Pool, par la population congolaise.
Les outils utilisés sont rudimentaires. Il s'agit des nasses, de filets, de l'empoisonnement, des harpons et aussi la ligne. La production est estimée à plus de 254 000 tonnes par an, dont 70 % proviennent de la Cuvette. Elle est destinée aux centres urbains et aux populations urbaines. À Pointe-Noire, il existe de nombreuses difficultés à la pratique de la pêche.

### Pêche maritime

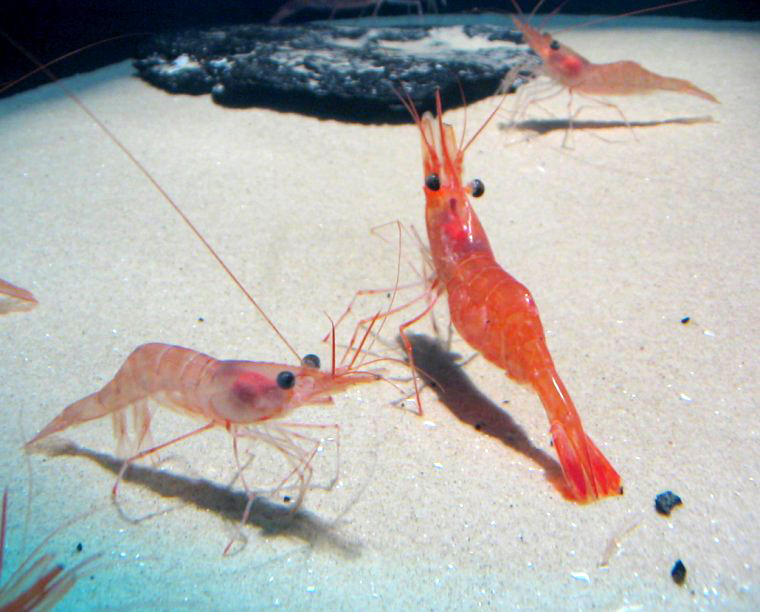
La crevette, un des produits issus de la pêche maritime au Congo.

Elle s'est développée le long de la côte de l'océan Atlantique, sous l'impulsion des étrangers ressortissants de l'Afrique de l'Ouest dont les Togolais, les Béninois, les Ghanéens. Les espèces captées sont les sardines, le thon, les dorades, les crevettes et bien d'autres. La production annuelle est de 11 000 tonnes. Elle intervient plus dans les centres urbains et contribue beaucoup dans l'alimentation des Congolais.

## Pêche moderne

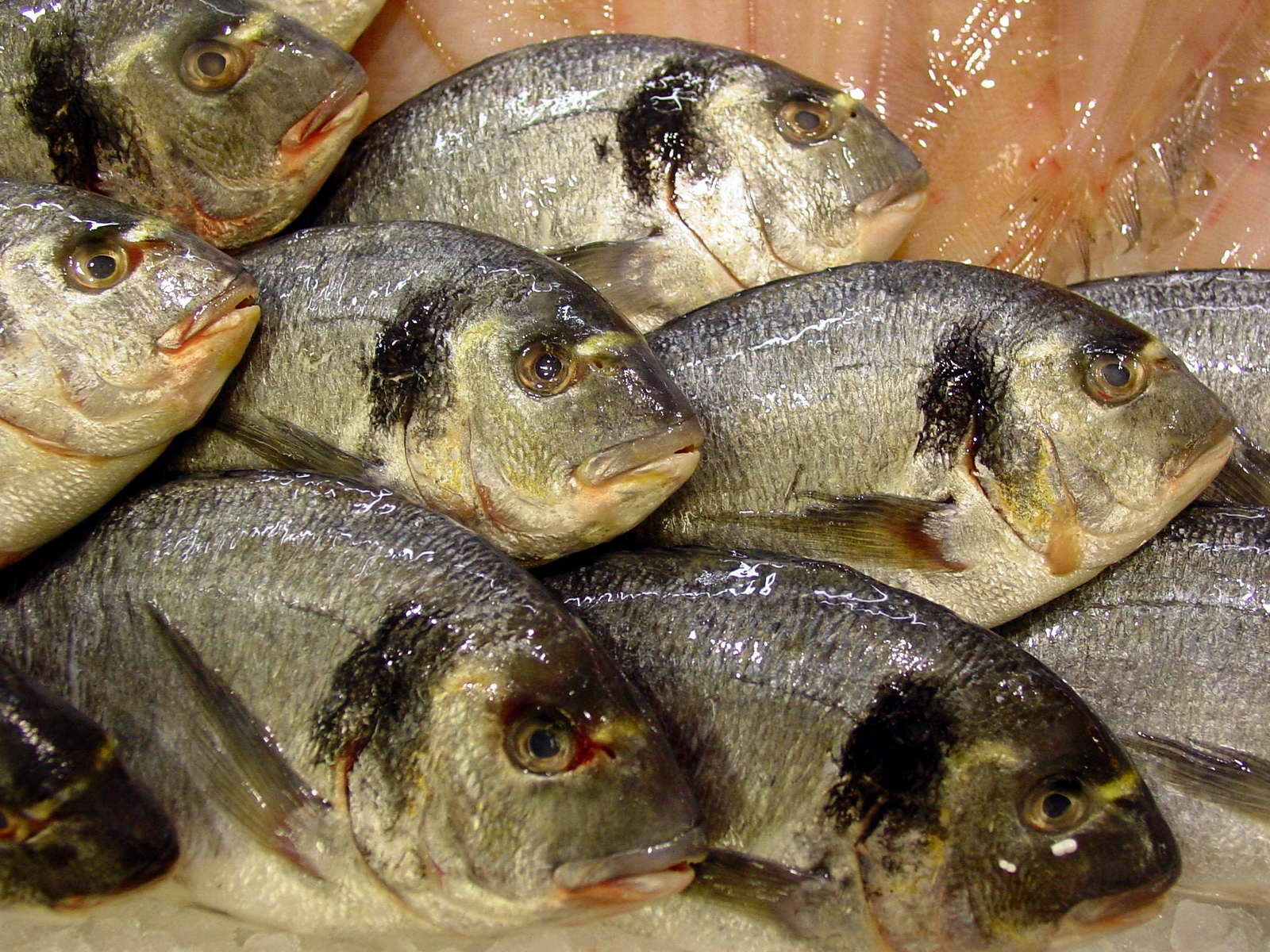
La dorade, un des poissons issus de la pêche moderne au Congo.

Elle se pratique le long des côtes de l'Océan Atlantique dans le Kouilou à l'aide des chalutiers. Celle-ci exploite les eaux profondes de l'océan pour capturer plusieurs espèces de poissons, comme capitaine, thon, morue, dorade, barbillon, etc.

## Pisciculture

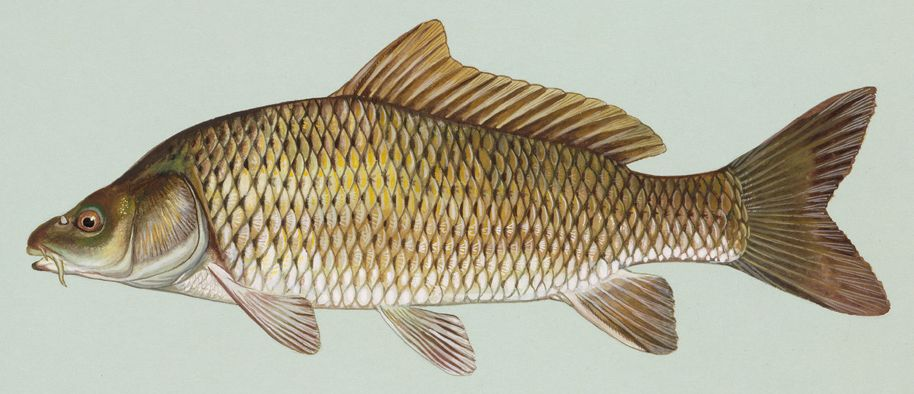
La carpe, un des poissons issus de la pisciculture congolaise.

La pisciculture est pratiquée dans les zones marécageuses comme le bassin du Congo et le bassin du Kouilou-Niari[réf. nécessaire]. Elle consiste à entretenir les poissons dans les étangs, surtout dans les milieux ruraux et de manière artisanale[réf. nécessaire]. Les espèces élevées sont les silures, les tilapia, les carpes, etc[réf. nécessaire].